# Choerodon venustus
 Choerodon venustus és una espècie de peix de la família dels làbrids i de l'ordre dels perciformes.

## Morfologia
Els mascles poden assolir els 65 cm de longitud total.

## Distribució geogràfica
Es troba a Austràlia (des de Queensland fins al nord de Nova Gal·les del Sud).